# Мечек
Мечек (угор. Mecsek) — гірське пасмо в Південній Угорщині (висота — понад 600 м), колишній острів доісторичного Паннонського моря.
Гори займають площу близько 500 км ². Найвища гора — Зенгьо — 682 м.
Клімат змішаний і являє собою суміш середземноморського і континентального клімату.
На території Мечек поширені 20-30 видів рослин, які ендемічні для цих гір та невідомі в інших частинах Карпатського басейну.

## Галерея

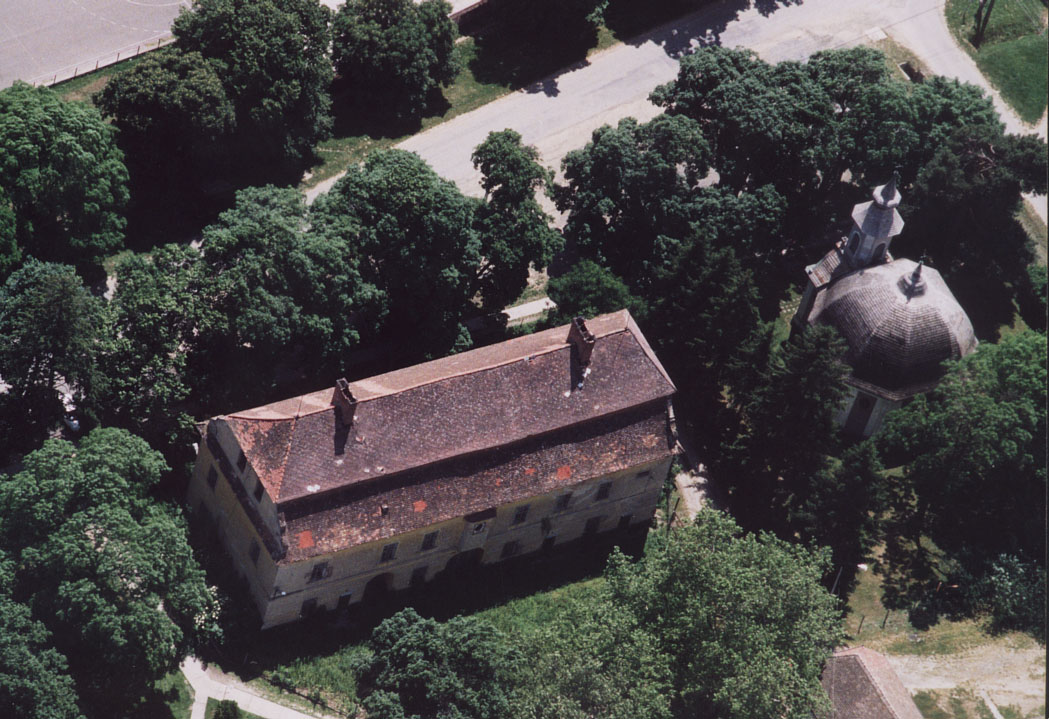
Палац Мечекнадашд, вигляд згори
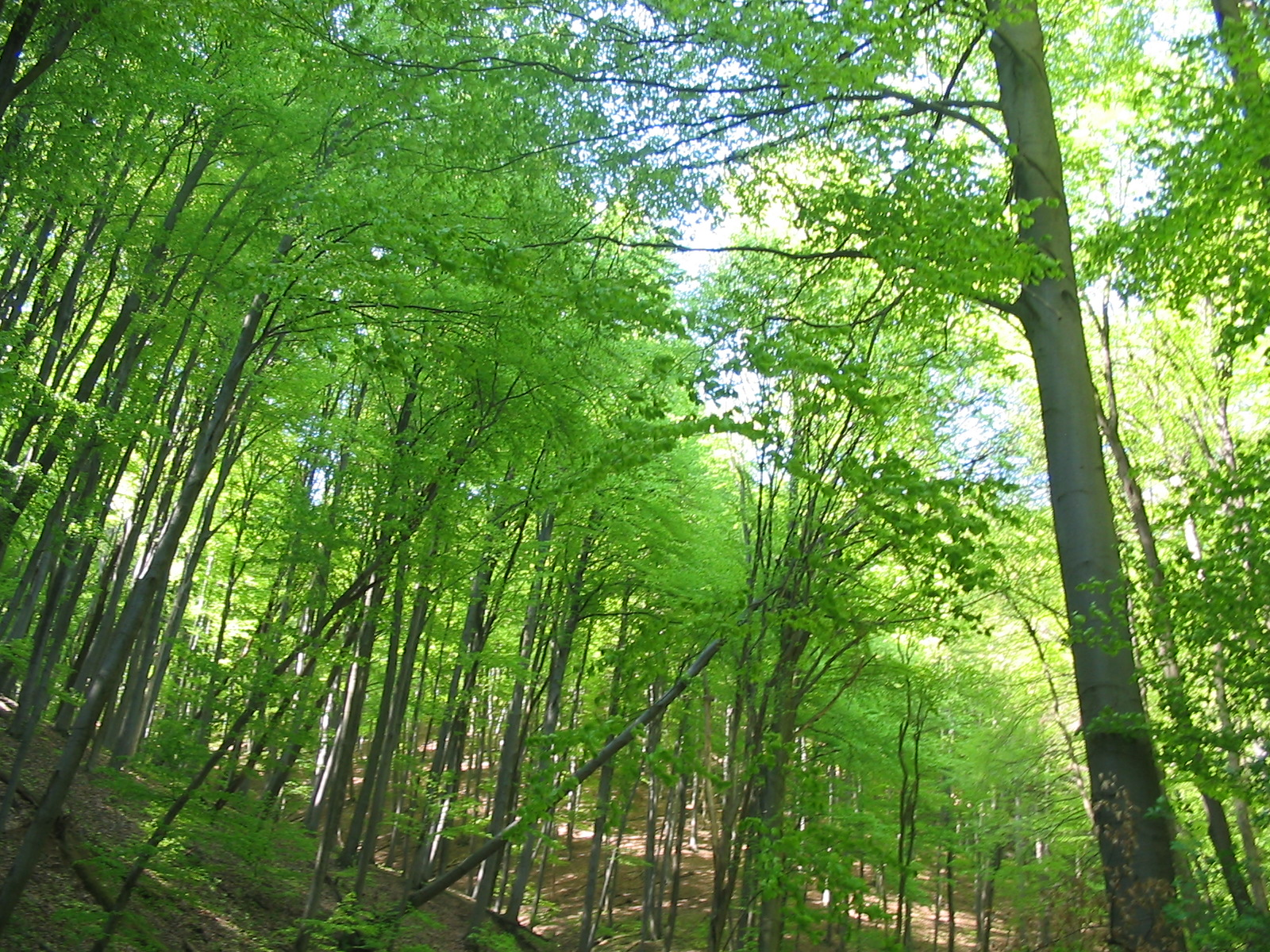
Ліс біля Обанья
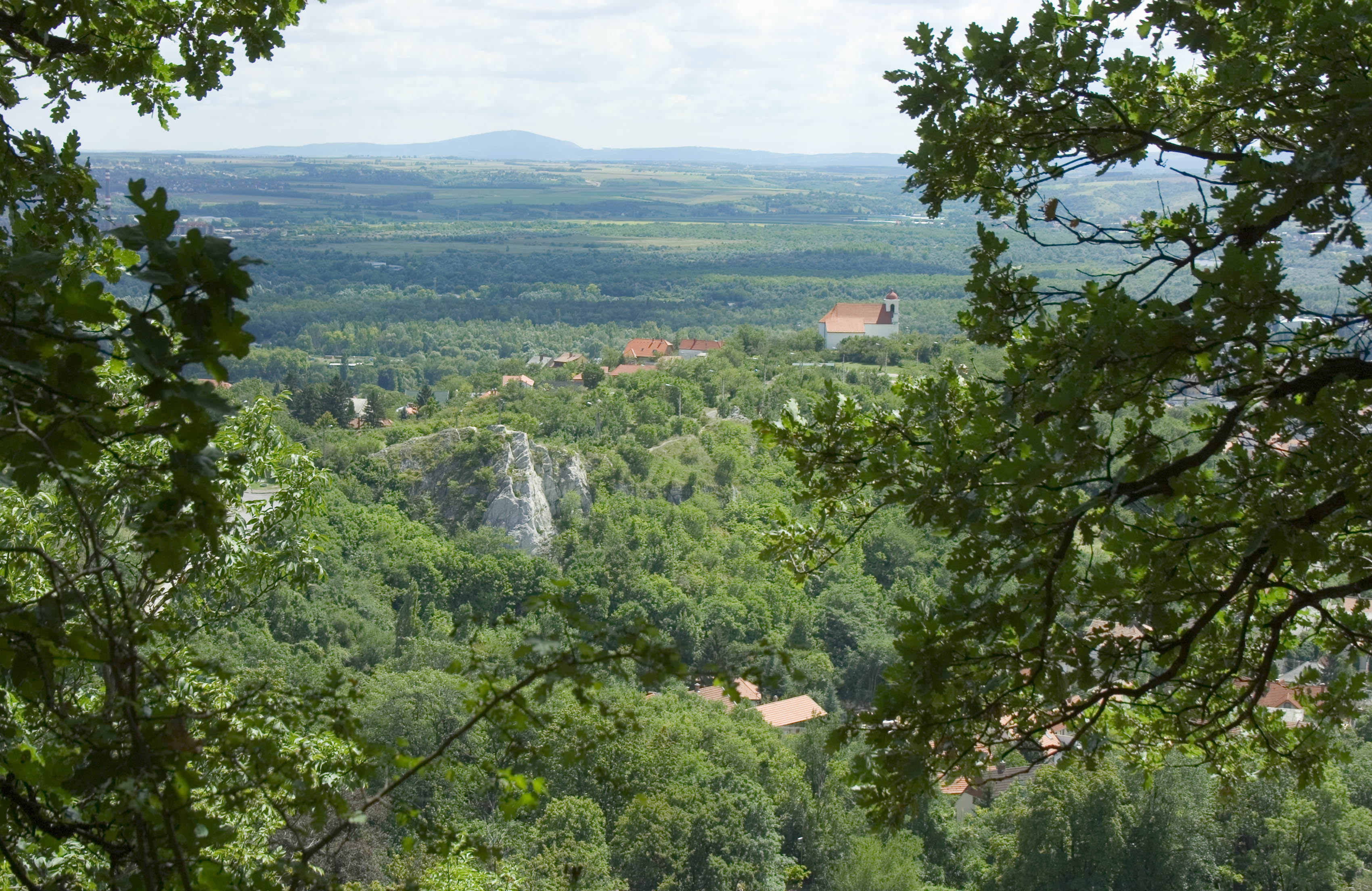
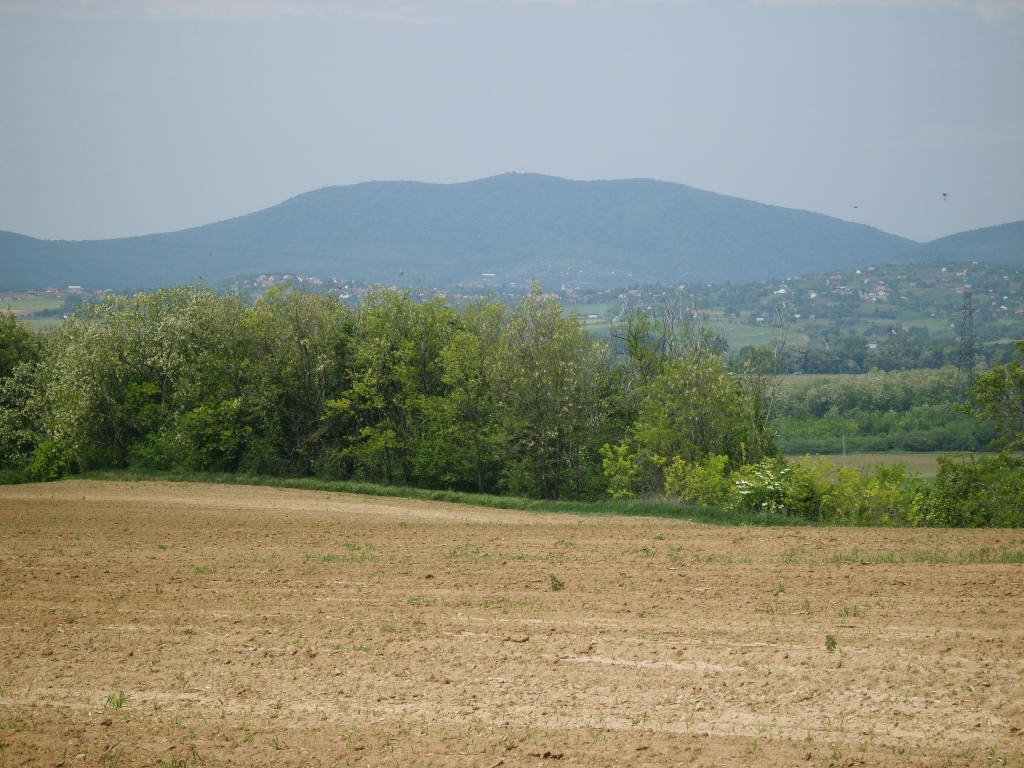
Південно-Східний Мечек